# José Rizal
José Protacio Rizal Mercado y Alonso Realonda (19. lipnja 1861. – 30. prosinca 1896.), filipinski nacionalni heroj, optičar, umjetnik, pisac i znanstvenik koji je govorio 24 jezika.

## Vanjske poveznice
- Talambuhay ni Jose Rizal (tl)
- The Life and Writings of Jose Rizal (en)  Arhivirana inačica izvorne stranice od 9. lipnja 2013. (Wayback Machine)